# Irving Stone
Irving Stone (* 14. Juli 1903 in San Francisco; † 26. August 1989 in Los Angeles; gebürtig Irving Tennenbaum) war ein US-amerikanischer Schriftsteller, der vor allem als Verfasser historischer biographischer Romane bekannt ist und damit, ähnlich wie Emil Ludwig, große Erfolge erzielen konnte.

## Leben
Stones Eltern ließen sich scheiden, als er sieben Jahre alt war, und er nahm später den Namen seines Stiefvaters an. Ab 1920 studierte er an der University of Berkeley Politikwissenschaften, sein Studium finanziert er als Saxophonist in einer Tanzband. Nach seinem Abschluss 1923 ging er mit einem Stipendium an die University of Southern California, wo er Wirtschaftswissenschaften studierte. Eine geplante Promotion brach er 1926 ab und ging nach Frankreich, wo er sich wenig erfolgreich als Theaterautor versuchte.
Eine Van Gogh-Ausstellung in der Galerie Rosenberg in Paris wurde für ihn zum einschneidenden Erlebnis: Er begann vor Ort das Leben van Goghs zu recherchieren und musste  sich unterdessen in New York als „Pulp Fiction“-Autor über Wasser halten. Stone bot das umfangreiche, 1931 fertiggestellte Manuskript zunächst erfolglos siebzehn Verlegern an. Seine Ehefrau Jean, sie hatten 1934 geheiratet, lektorierte seine Bücher und kürzte den Roman schließlich, woraufhin er angenommen wurde.
Stones erste Veröffentlichung war ein erfolgloser Roman über das kalifornische Studentenleben. Das Buch Lust for Life wurde sein erster Bestseller. Für seine Biographien unternahm er häufig intensive mehrjährige Recherchen. So ist Stones Nachlass im Archiv der Universität von Kalifornien in Berkeley noch heute Anlaufpunkt für die Van-Gogh-Forschung. Im Mittelpunkt seiner Romane standen dabei häufig die persönlichen Beziehungen der Protagonisten zu ihren (Ehe-)Partnern.
Stone erhielt einen Ehrendoktor der University of Southern California. Er lebte mit seiner Ehefrau Jean Stone in Beverly Hills, Los Angeles. Das Ehepaar hatte zwei Kinder.
Irving Stone starb am 26. August 1989 in Los Angeles.

## Werke
- Über Vincent van Gogh, das Buch beruht auf Briefen van Goghs an seinen Bruder Theodor und wurde 1956 mit Kirk Douglas als Van Gogh verfilmt.
  - Lust for Life, New York, Grosset & Dunlap 1934
    - deutsch: Vincent van Gogh. Ein Leben in Leidenschaft. Übersetzung Mildred Harnack-Fish. Berlin, Dt. Buch-Gemeinschaft, 1947
- Noch einmal über van Gogh:
  - Dear Theo: Autobiography of Vincent van Gogh. New York, Doubleday and Company, 1937
- Über die in den US-Präsidentenwahlen unterlegenen Kandidaten:
  - They Also Ran. New York, Doubleday 1943 (Neuauflage 1966)
- Über den Chicagoer Gewerkschafter Eugene V. Debs und seine anti-sozialistisch gesinnte Frau Kate:
  - Adversary in the House, Garden City, N.Y., Doubleday 1947
    - deutsch: Fremd im eigenen Haus. Übersetzung Hans Kaempfer. Berlin, Universitas Verlag 1950
    - bzw. Die Träume leben. München, Goldmann 1981
- Über den amerikanischen Künstler John Noble:
  - The Passionate Journey. New York, Doubleday 1949[3]
- Über Jessie Benton Fremont, die Frau des US-amerikanischen Entdeckungsreisenden und Politikers John Charles Fremont:
  - Immortal Wife, The biographical novel of Jessie Benton Fremont. New York, Doubleday 1944
    - dt. Unsterbliche Frau: ein biographischer Roman. Zürich, Rascher 1946
- Über Andrew Jackson und seine Frau:
  - The Presidents Lady. New York, Doubleday 1951
    - dt. Über den Tod hinaus. Übersetzt von Margarete Längsfeld. Droemer Knaur, München 1979
- Three Views of the Novel: 3 Lectures, (Library of Congress on January 7, 14, and 28, 1957), Washington, Libr. of Congr. [u.a] 1957
  - Irving Stone: “The Biographical Novel” from Three Views of the Novel (1957) In: Lacker, Michael [Hrsg.]: Biographical fiction: A Reader. London [u. a.] Bloomsbury Academic 2017. S. 115–130.
- Über die Ehe von Abraham Lincoln und Mary Todd, hier sollte das „Xanthippe-Bild“ von Lincolns Ehefrau korrigiert werden:
  - Love is Eternal, New York, Doubleday 1954
    - dt. Ewig ist die Liebe. Mary und Abraham Lincoln, ihr Leben, ihre Liebe und ihre Zeit. Berlin, Ullstein 1996.
- Über Michelangelo, dafür lebte das Ehepaar Stone zwei Jahre in Italien, wurde 1965 mit Charlton Heston als Michelangelo verfilmt:
  - The Agony and the Ecstasy. Garden City, NY, Doubleday 1961
    - dt. Michelangelo. Stuttgart [u. a.], Dt. Bücherbund 1961
- Über Sigmund Freud:
  - The Passions of the Mind. New York, Doubleday 1971
    - dt. Der Seele dunkle Pfade. Übersetzung Norbert Wölfl. München, Knaur 1977
- Über Heinrich Schliemann:
  - The Greek Treasure. New York, Doubleday 1958
    - dt. Der griechische Schatz: Das Leben von Sophia und Heinrich Schliemann. Übersetzung Ulla H. de Herrera. München, Droemer Knaur, 1976
- Über Charles Darwin:
  - The Origin, New York, New American Library 1980
    - dt. Der Schöpfung wunderbare Wege. München, Knaur 1984
- Über den Maler Camille Pissarro:
  - Depths of Glory. New York, Doubleday 1985
    - dt. Die Tiefen des Ruhms. Der Roman des Impressionismus. Frankfurt a. M., Fischer Taschenbuch Verlag, 1996
- Über die Eroberung des Westens im 19. Jahrhundert:
  - Men to match my mountains – the opening of the far west. New York, Doubleday & Co. 1956
- Über den Anwalt Clarence Darrow (Biographie):
  - For the Defense. Garden City, NY, Doubleday 1941
- Über Earl Warren (Biographie):
  - Earl Warren, (A Great American Story), New York, Prentice Hall 1948
- Über John Adams und seine Frau Abigail:
  - Those Who Love. New York, Doubleday 1965
    - dt. Das Leben gehört den Liebenden. München/Zürich, Droemer Knaur 1970
- Über Jack London:
  - Sailor on Horseback. New York, Doubleday 1938
    - dt. Zur See und im Sattel. Eine Jack London-Biographie.  Frankfurt am Main, Büchergilde Gutenberg 1949
- Über die frühe Geschichte Kaliforniens (Non-Fiction):
  - From mud flat cove to gold to statehood – California 1840–1850. Clovis, Calif., Word Dancer Press 1999
- Über die Geschichte der Universität Berkeley (Non-Fiction):
  - There was light – autobiography of a university: Berkeley. New York, Doubleday 1970

## Verfilmungen
- 1953: Gefährtin seines Lebens (The President’s Lady)
- 1956: Lust vor Life (dt. Filmtitel: Vincent van Gogh – Ein Leben in Leidenschaft)
- 1965: The Agony and the Ecstasy (dt. Filmtitel: Michelangelo – Inferno und Ekstase)
- 2007: Der geheimnisvolle Schatz von Troja